# 사파르무라트 니야조프
사파르무라트 아타예비치 니야조프(투르크멘어: Saparmyrat Ataýewiç Nyýazow 사파르므라트 아타예비치 느야조프, 러시아어: Сапармурат Атаевич Ниязов 사파르무라트 아타예비치 니야조프[*], 문화어: 싸빠르무라드 니야조브, 1940년 2월 19일~2006년 12월 21일)는 투르크메니스탄의 초대 대통령이다.

## 생애
1940년 지금의 투르크메니스탄의 수도 아시가바트의 작은 외곽 마을인 킵차크에서 태어났으며 어릴 적 부모를 모두 잃고 고아 생활을 하였다. 투르크메니스탄 정부의 공식 입장에 따르면 니야조프의 아버지는 제2차 세계 대전 때 나치 독일에 저항하다 죽었고 나머지 가족들은 1948년 아시가바트 지진으로 죽었다고 언급되어 있다. 그 후 대학 생활을 마친 뒤 1970년 공산당에 가입하여 1985년부터 1990년까지 투르크멘 소비에트 사회주의 공화국의 당 서기장을 지낸 바 있다.
1990년 투르크멘 의회의 결의안으로 그는 단독 후보로 대통령 선거에 출마, 당선된다. 1991년 투르크메니스탄 공화국의 성립된 직후 1992년 이 공화국의 대통령 선거에서 다시 출마하여 당선된다. 그 뒤 1999년 종신 대통령으로 다시 당선되었다. 2006년 12월 21일 새벽에 심장마비로 세상을 떠났다.

## 기행

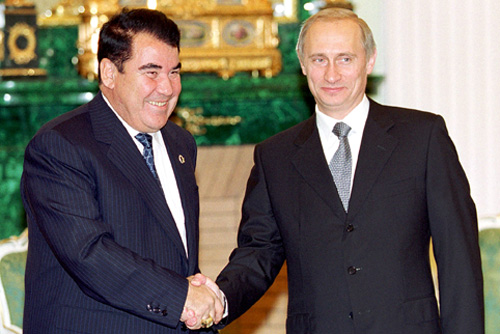
블라디미르 푸틴 대통령과 만나는 니야조프(2000년 모습)

니야조프는 생전에 자신이 결정한 기이한 명령으로 유명하다. 니야조프는 시내에 자신의 황금 동상을 세워 우상화와 일당독재를 시행했다. 김일성과 마찬가지로 창조 신화도 교과서에 서술되어 있었다.
니야조프는 투르크메니스탄의 무더운 기후를 무시한 채 1,000명이 들어갈 수 있는 크기의 얼음 궁전을 지으라고 지시하였으며 실제로 수도 아시가바트 외곽의 산악 지대에 얼음 궁전을 짓기 위한 조사가 실시되었다.
1995년에는 자신의 생일을 국경일로 지정했고,
1997년에는 새로운 투르크메니스탄의 국가의 가사를 직접 작사했으며 이 국가는 첫 소절이 "튀르크멘바시가 만든 위대한 건조물"(Türkmenbaşyň guran beýik binasy)로 시작되자마자 독재자를 찬양하는 가사였다. 해당 부분은 나야조프의 사후 2008년에 개사되었다.
1999년에는 사형제를 완전히  폐지했다.
2001년에는 국민 정서에 맞지 않는다는 이유로 발레와 오페라를 금지시켰으며 2005년에는 랩과 힙합을 금지시키고 립싱크를 금지시키기도 하였다.
2003년 6월에는 해외 학위와 국가 발전은 양립할 수 없다는 이유로 1993년 이후 해외 유학을 금지시키고 외국에서 학위를 취득한 교사, 의사 등을 해고, 추방하도록 명령하였다. 이로 인해 투르크메니스탄에서는 전문 인력이 부족해져 학교나 병원 등이 큰 피해를 입었다. 공석이 생긴 의료 인력을 군인이 대체하는 상황에 이르렀는데, 그는 오히려 이를 의료비 절감을 가져온 혁신적 정치라고 자화자찬하였다.
또한 고등교육 과정을 2년으로 단축시키고 학교 수도 절반으로 줄였다. 이로 인해 투르크메니스탄에서는 교육계의 부정 부패가 만연하였다. 그러나 일반 교과목의 쇄신은 일어나지 않았으며 오히려 자신을 신격화하여 국민들이 숭배하도록 유도하기도 했는데, 그는 자신이 튀르크멘바시(Türkmenbaşy, 투르크멘인의 아버지)임을 자칭했다.
2004년 2월에는 턱수염과 장발을 금지하였으며 4월에는 금니도 금지시켰다. 1997년에는 자신이 심장 수술을 받으면서 담배를 끊은 이후에는 공직자의 흡연과 공공장소에서 흡연을 금지시켰다. 또한 자신의 건강이 악화된 이후에는 국민들이 자신에게 기도를 너무 많이 해서 힘들다며 국민들에게 기도를 줄이라고 권고하기도 했다.
니야조프는 《루흐나마》(영혼의 책)라는 경전을 만들어 출간하고, 이를 학교 교육 과정에 넣어 의무적으로 배우게 하였다. 투르크메니스탄 각지의 모스크에는 루흐나마가 꾸란과 함께 놓이기도 하였으며 운전 면허 시험에서도 이를 출제하였다. 이 때문에 운전 면허 시험 시간도 16시간에 달하였다. 지방 사람들은 책을 읽지 않는다면서 수도와 대학을 제외한 지역의 도서관을 폐쇄하고, 수도를 제외한 모든 병원도 폐쇄시켰다.
2002년에는 1년을 8달로 하는 역법을 창시해 자신과 어머니 이름을 따서 각 달의 이름을 새로 붙였다. 인생을 12년 주기로 나눈 니야조프 분류법에 따르면 노년층은 85세에서 시작하며 73세는 지혜의 나이, 61세는 영감의 나이이다. 또 니야조프는 최근 쓴 시에서 자신을 "투르크멘의 정신이며 황금시대를 가져온 구세주"로 묘사했다. 같은 해 2월 18일 자신의 62번째 생일 기념행사 때 62세에 사망한 무함마드에 경의를 표한다는 명목으로 모든 국민은 62세가 되는 날 정부 수당과 함께 3일간의 휴가를 갖게 될 것이다고 선언하였다.
2005년에는 지구 온난화로 갈 곳을 잃은 펭귄을 보호하기 위해 카라쿰 사막에 동물원을 건설하기로 결정하였다. 같은 해 12월 16일에는 신임 석유·가스 장관을 임명하면서 향후 6개월 안에 영어에 능통하지 못하면 다시 해임하겠다고 위협하기도 하였다.
2006년 터키력 신년을 축하하는 행사에서 "누구나 이 책(루흐나마)을 한 번만 읽으면 지혜로워지며 새벽과 일몰 때 등 하루 세 번 읽으면 신비한 존재를 인식하게 돼 바로 천국에 갈 수 있다. 이는 내가 직접 신께 여쭤 본 일이다"라고 말하였다. 그의 발언은 전국에 텔레비전으로 생중계됐다. 이외에도 과일인 멜론을 매우 좋아하여 매년 8월 둘째 주 일요일을 멜론의 날이라는 기념일로까지 지정하기도 했다.

## 업적
지상 최고의 명마인 아할 테케의 멸종을 막은 것이 그의 유일한 업적이다.

## 역대 선거 결과
| 선거명      | 직책명                  | 대수 | 정당                  | 득표율 | 득표수      | 결과 | 당락 |
| ----------- | ----------------------- | ---- | --------------------- | ------ | ----------- | ---- | ---- |
| 1990년 선거 | 투르크메니스탄의 대통령 | 1대  | 투르크메니스탄 공산당 | 98.29% | 1,716,278표 | 1위  |      |
| 1992년 선거 | 투르크메니스탄의 대통령 | 1대  | 투르크메니스탄 민주당 | 99.51% | 1,874,357표 | 1위  |      |